# Vencer el pasado
 (срп. Победите прошлост) мексичка је теленовела, продукцијске куће Телевиса, снимана 2021.

## Улоге
| Глумац                | Улога               |
| --------------------- | ------------------- |
| Анђелик Бојер         | Рената Санчез Видал |
| Себастијан Руљи       | Мауро Алварез       |
| Ерика Буенфил         | Кармен Медина       |
| Африка Завала         | Фабиола Маскаро     |
| Мануел "Флацо" Ибанез | Камило Санчез       |
| Летициа Пердигон      | Сониа Видал         |
| Фердинандо Валенсиа   | Хавијер Маскаро     |
| Орасио Панчери        | Алонсо Кансино      |